# نيفيل فرناندو
نيفيل فرناندو (9 مارس 1931 - 4 فبراير 2021) كان طبيبًا وسياسيًا سريلانكيًا.

## الحياة المهنية
انتخب لعضوية بانادورا في الانتخابات البرلمانية الثامنة عام 1977. وقد اشتهر بتحريكه اقتراحًا مثيرًا للجدل بعدم الثقة ضد زعيم المعارضة آنذاك أ. أميرثالينغام، وهو أول اقتراح بحجب الثقة عن زعيم معارضة في العالم.
قام د. فرناندو ببناء مستشفى تعليمي في مالابي ثم تبرع به لاحقًا للحكومة.

## الوفاة
توفي الدكتور فرناندو في 4 فبراير 2021 في كولومبو من مضاعفات كوفيد 19، بعد تشخيص إصابته بالمرض أثناء الجائحة في سريلانكا.